# 부성초등학교 중왕분교
부성초등학교 중왕분교는 대한민국 충청남도 서산시 지곡면 중왕리에 있었던 공립 초등학교이다.

## 학교 연혁
- 1966년 3월 1일 산성국민학교 중왕분교장 설립인가(126명)
- 1995년 3월 1일 5학급편성 1.3학년 복식학급
- 1996년 3월 1일 4학급편성 1.4,2.5학년 복식학급
- 1996년 3월 1일 산성초등학교 중왕분교로 개칭
- 1996년 9월 1일 벽지학교 무료급식 실시
- 2000년 3월 1일 3학급편성 1.2,3.4,5.6학년 복식학급
- 2002년 2월 18일 제39회 졸업(5명)
- 2007년 3월 1일 부성초등학교 중왕분교로 편입
- 2008년 3월 1일 부성초등학교로 흡수 통합

## 설립 과정
1930년 5월 30일 지곡면내 유일한 면 중심지 학교로 부성공립보통학교 4년제로 개교하여 중왕리 지역의 모든 학생들이 8km 이상되는 거리를 통학하는 불편함과 부락 가구수가 2000여가구로 면 소재지 다음으로 가장 큰 부락이 형성되어 지곡면 중왕리의 학구 주민과 지역 유지들의 노력으로 1959년 1월 30일 지곡면 중왕리에 개교하게 되었다.